# Euravenir
Euravenir est une tour de bureaux haute de 34,6 mètres située dans le secteur Saint-Maurice du quartier d'affaires Euralille, à Lille, France, œuvre des architectes Benoît Jallon et Umberto Napolitano de LAN Architecture. Elle a été choisie par la SAEM Euralille (devenue depuis SPL Euralille) en octobre 2010 à la suite d'un concours réunissant dix-sept concurrents. Le permis de construire de ce projet à 5 900 000 € HT a été déposé le 1er avril 2011 et délivré le 10 août, le chantier a commencé en avril 2012 pour une inauguration le 13 décembre 2013, et des abords finalisés en janvier 2014.
Les bureaux sont occupés par EDF et Easyteam, tandis qu'au rez-de-chaussée les locaux doivent être occupés par des restaurants, dont So Good.

## Description
Euravenir est une tour de bureaux, commerces et activités, de huit étages, haute de 34,6 mètres, pour une superficie de 3 486 m2. Elle est située sur un terrain de 1 388 m2 et comporte huit étages. Environ 2 600 m2 sont consacrés aux bureaux tandis que 500 m2 sont consacrés aux locaux commerciaux : deux restaurants occupent ainsi le rez-de-chaussée. Elle a été conçue par les architectes Benoît Jallon et Umberto Napolitano du cabinet d'architecture LAN Architecture.
Ce projet de 5 900 000 € HT a été désigné lauréat en octobre 2010 d'un concours organisé par la SAEM Euralille (devenue depuis SPL Euralille) où il y avait dix-sept propositions. Le permis de construire a été déposé le 1er avril 2011 et délivré le 10 août. La construction a commencé en avril 2012, et la tour a été inaugurée le 13 décembre 2013, ses alentours n'ont été terminés que le mois suivant.

Euravenir en septembre 2014
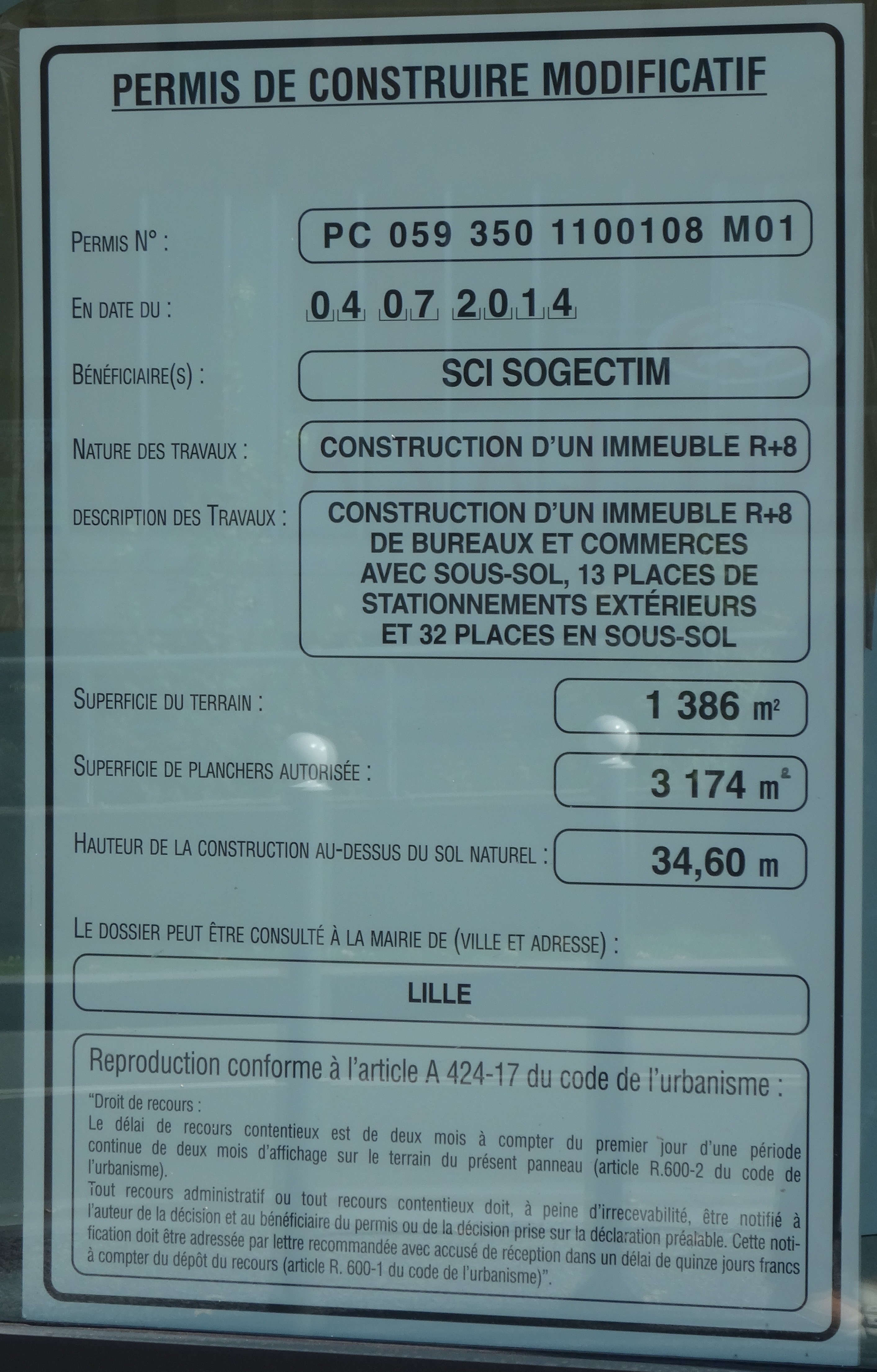
Permis de construire modificatif.
Vue depuis la place surplombant le boulevard périphérique.
Vue en contre-plongée.
Vue depuis la rue du Faubourg de Roubaix.
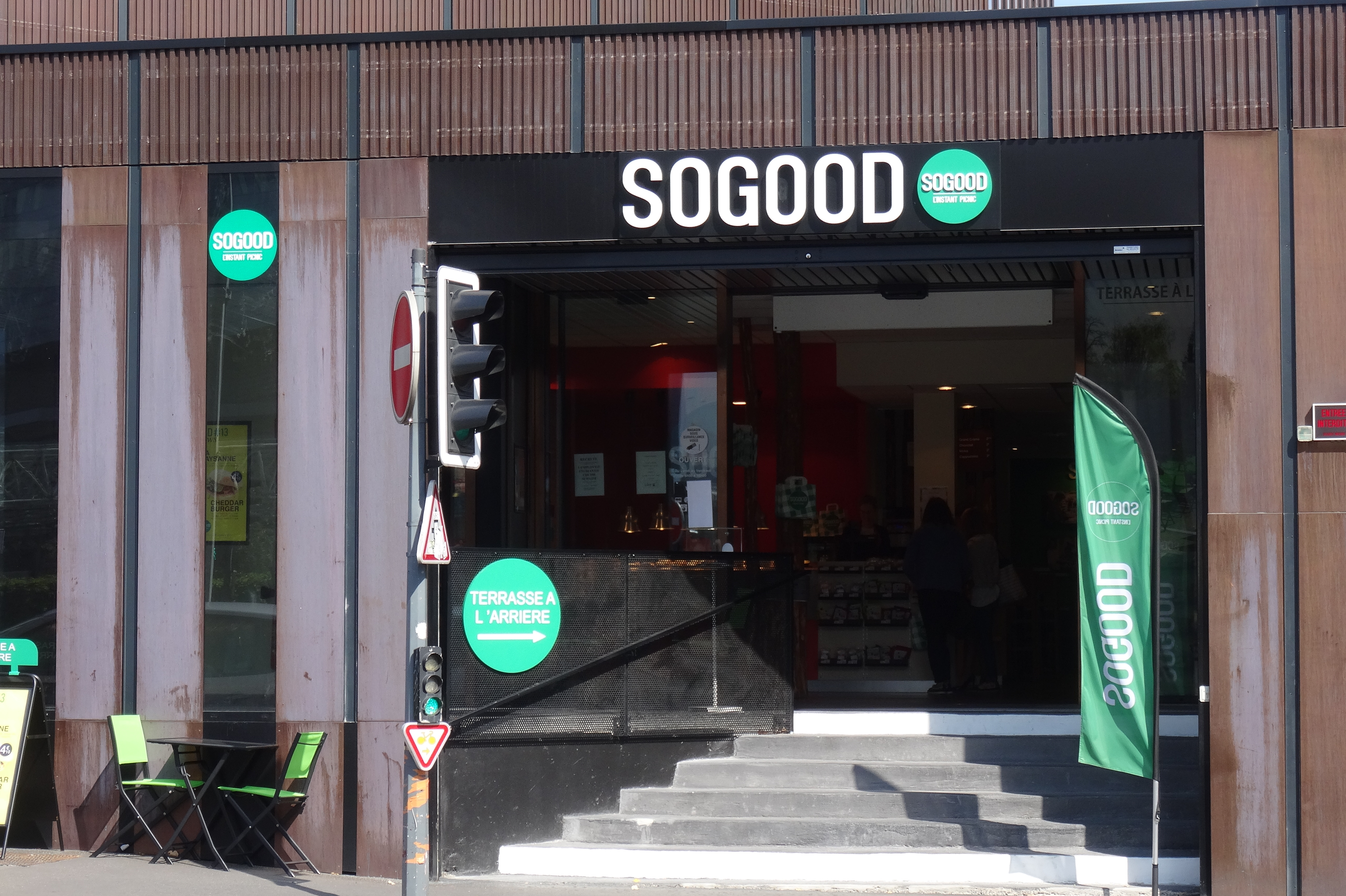
Enseigne So Good.

## Localisation

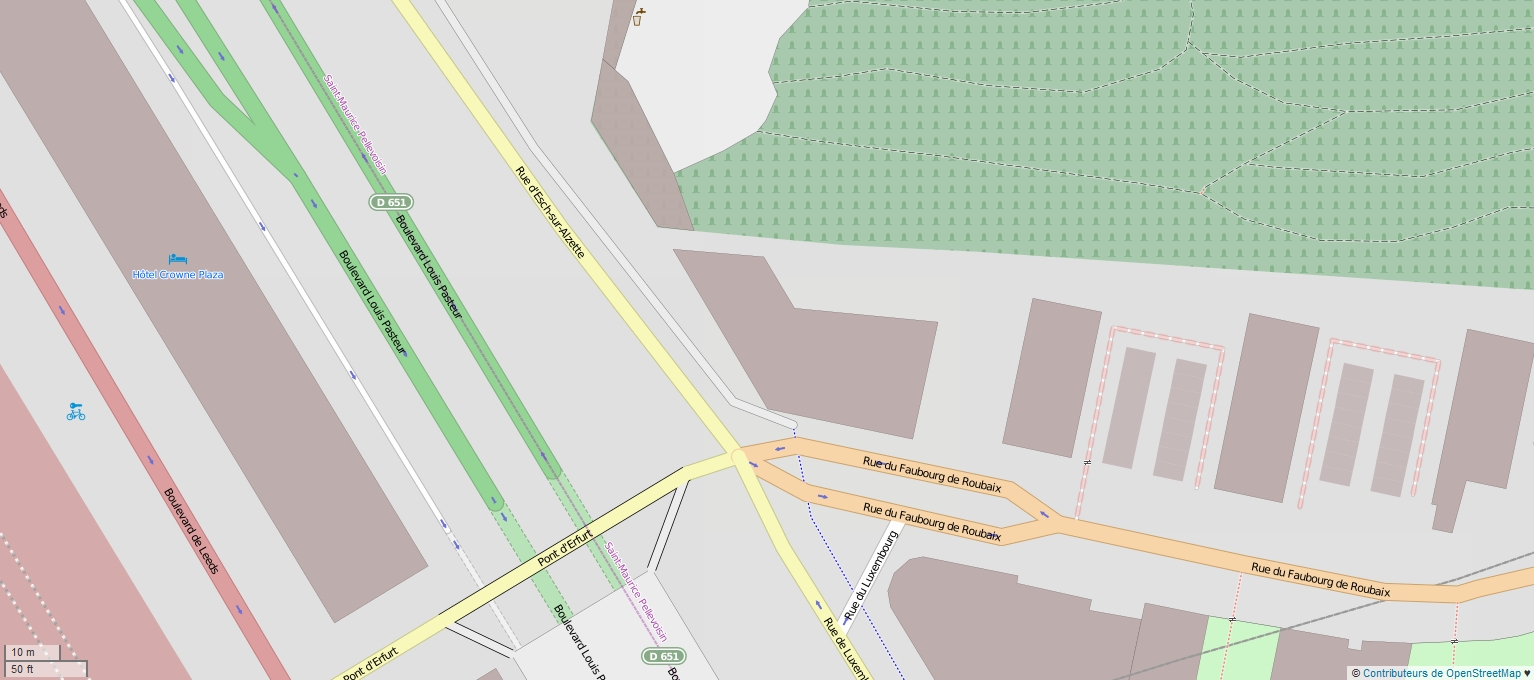
La tour dans son environnement.

La tour Euravenir est située dans le secteur Saint-Maurice d'Euralille 1. Le cimetière de l'Est constitue la limite nord de la parcelle de 1 388 m2 qu'occupe la tour, située à l'angle des rues Esch sur Alzette et du Faubourg de Roubaix. À l'est se situe le Clos des Champs, une résidence de trois immeubles et au sud la tour AG2R Deloitte. Au sud de l'immeuble, suivant un axe nord-ouest / sud-ouest passe le boulevard périphérique, avec au-delà, notamment la gare de Lille-Europe, la Tour de Lille et la Tour Lilleurope.